# Parti de la voix des agriculteurs
Le Parti de la voix des agriculteurs est un parti tunisien fondé par Fayçal Tebbini avec pour principal objectif la défense des intérêts des agriculteurs mais aussi les citoyens des zones rurales. Le parti obtient un siège lors des élections législatives de 2014 dans la circonscription de Jendouba, occupé par Tebbini, qui est réélu en 2019.

## Résultats électoraux
| Année | Voix  | %    | Rang | Sièges  | Gouvernements |
| ----- | ----- | ---- | ---- | ------- | ------------- |
| 2014  | 3 515 | 0,10 | 22e  | 1 / 217 | Opposition    |
| 2019  | 9 366 | 0,33 | 28e  | 1 / 217 | Opposition    |

## Groupe parlementaire
- Bloc social-démocrate (2015-2016)
- Bloc démocrate (2019-2020)